# Valle de Tierra Mayor
La vallée de Tierra Mayor (en espagnol : valle de Tierra Mayor) est une vallée située sur la grande île de la Terre de Feu, dans le département d'Ushuaïa, dans la province de Terre de Feu, Antarctique et Îles de l’Atlantique Sud, au sud de l'Argentine. La vallée est d'origine glaciaire et elle est parcourue par le río Lasifashaj, qui débouche à proximité de l'Estancia Harberton.

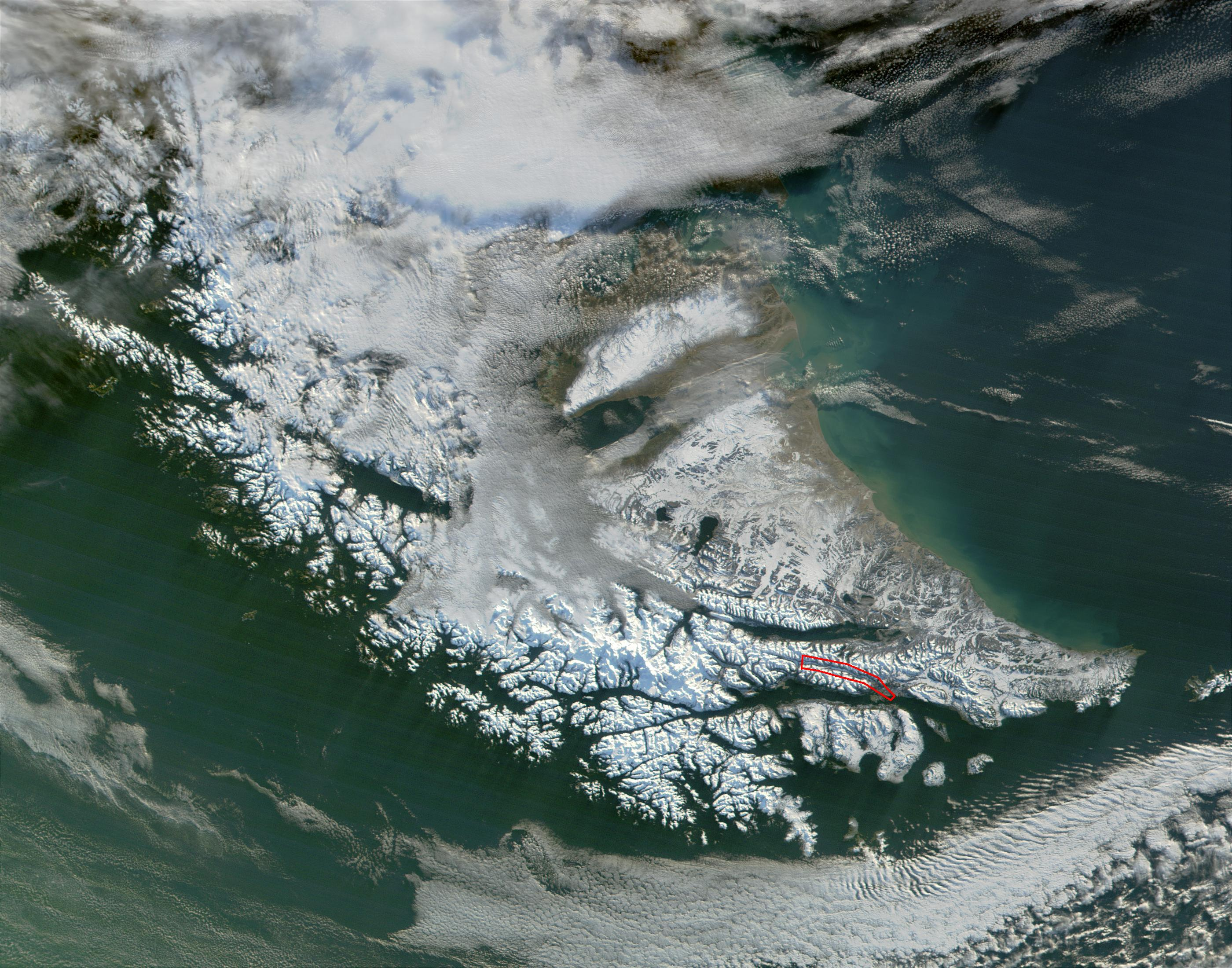
Vue satellite de la Terre de Feu avec la position de la vallée de Tierra Mayor marquée en rouge.

Le début de la vallée coïncide avec l'endroit où la valle Carbajal tourne en direction du sud, puis s'enfonce directement à travers les montagnes des Andes fuégiennes — la portion la plus australe de la cordillère des Andes. Elle s'étend d'ouest en est, elle est délimitée par la sierra Alvear (au nord) qui la sépare du lac Fagnano, et par une autre chaîne de montagnes (au sud) qui la sépare du canal Beagle.
La vallée est occupée en grande partie par des tourbières et par les méandres du río Lasifashaj, qui favorisent leur formation.
Une partie de la vallée, ainsi qu'une partie de la valle Carbajal, se trouve comprise à l'intérieur de la réserve naturelle Valle Tierra Mayor depuis 1994, afin d'assurer la protection de ses forêts et de ses tourbières.
Elle est longée, en partie, par la route nationale 3, qui arrive du nord et qui continue à travers la vallée Carbajal jusqu'à Ushuaïa.